# Kambe
Als Kambe (jap. 神戸, Kambe, seltener Kamube oder sino-jap. jinko; Amalgation von 神, kami, altjap. kamu, sino-jap. jin und 戸, be, sino-jap. ko) bezeichnete man im Japan der Nara- und Heian-Zeit die einem Shintō-Schrein im Rahmen des Uji-Kabane-Systems zugeteilte Berufsgruppe (be), die für die Bewirtschaftung der zugehörigen Ländereien und die Instandhaltung des Schreines sorgte.